# Atomoxetina
L'atomoxetina è uno psicofarmaco non-stimolante usato per il trattamento del disturbo da deficit di attenzione/iperattività (ADHD). Viene venduto sotto forma di cloridrato di atomoxetina. In Italia il farmaco viene prodotto e commercializzato dalla società farmacologica Eli Lilly and Company con il nome di Strattera nelle formulazioni capsule rigide da 10, 18, 25, 40, 60, 80 e 100 mg. Dal 30 settembre 2023 è stata interrotta la sua commercializzazione a causa di limiti di fornitura.

## Farmacodinamica
L'atomoxetina è un inibitore selettivo del meccanismo di trasporto pre-sinaptico della noradrenalina.
La molecola non presenta un'azione diretta sui trasportatori della serotonina o della dopamina; la 4-idrossi-atomoxetina, il principale metabolita ossidativo dell'atomoxetina, esercita tuttavia un'azione inibitoria, sia pure minima, sul trasportatore della serotonina.
Non è noto il modo in cui il farmaco riduca i sintomi nel disturbo da deficit di attenzione/iperattività (ADHD) tuttavia si ritiene che la noradrenalina svolga un importante ruolo nella regolazione dell'attenzione, dell'impulsività e dei livelli di attività.

## Farmacocinetica
Dopo la somministrazione per via orale il farmaco è rapidamente assorbito dal tratto gastrointestinale; l'atomoxetina può essere assunta indipendentemente dalla assunzione di cibo.
La concentrazione plasmatica massima (Cmax) viene raggiunta dopo circa 1-2 ore dall'assunzione. La biodisponibilità dopo l'assunzione orale varia da individuo ad individuo, da un minimo del 63% ad un massimo del 94%. L'atomoxetina ha un ampio volume di distribuzione, e si lega in misura ampia alle proteine plasmatiche (intorno al 98%), in particolare all'albumina.
Nell'organismo, l'atomoxetina è metabolizzata ad opera del sistema enzimatico del citocromo P450, isoenzima CYP2D6. Circa il 7% della popolazione caucasica ha una ridotta attività di metabolizzazione, e le concentrazioni plasmatiche del farmaco risultano pertanto più alte. Il principale prodotto del metabolismo ossidativo è la 4-idrossiatomoxetina (equipotente all'atomoxetina) che viene rapidamente glucuronidata.
L'eliminazione avviene principalmente per via urinaria (80% circa) ed in misura minore tramite le feci (17% circa). L'emivita media di eliminazione del farmaco varia da poco meno di 4 ore nei "metabolizzatori estesi" fino alle 21 ore nei "metabolizzatori poveri".

## Usi clinici

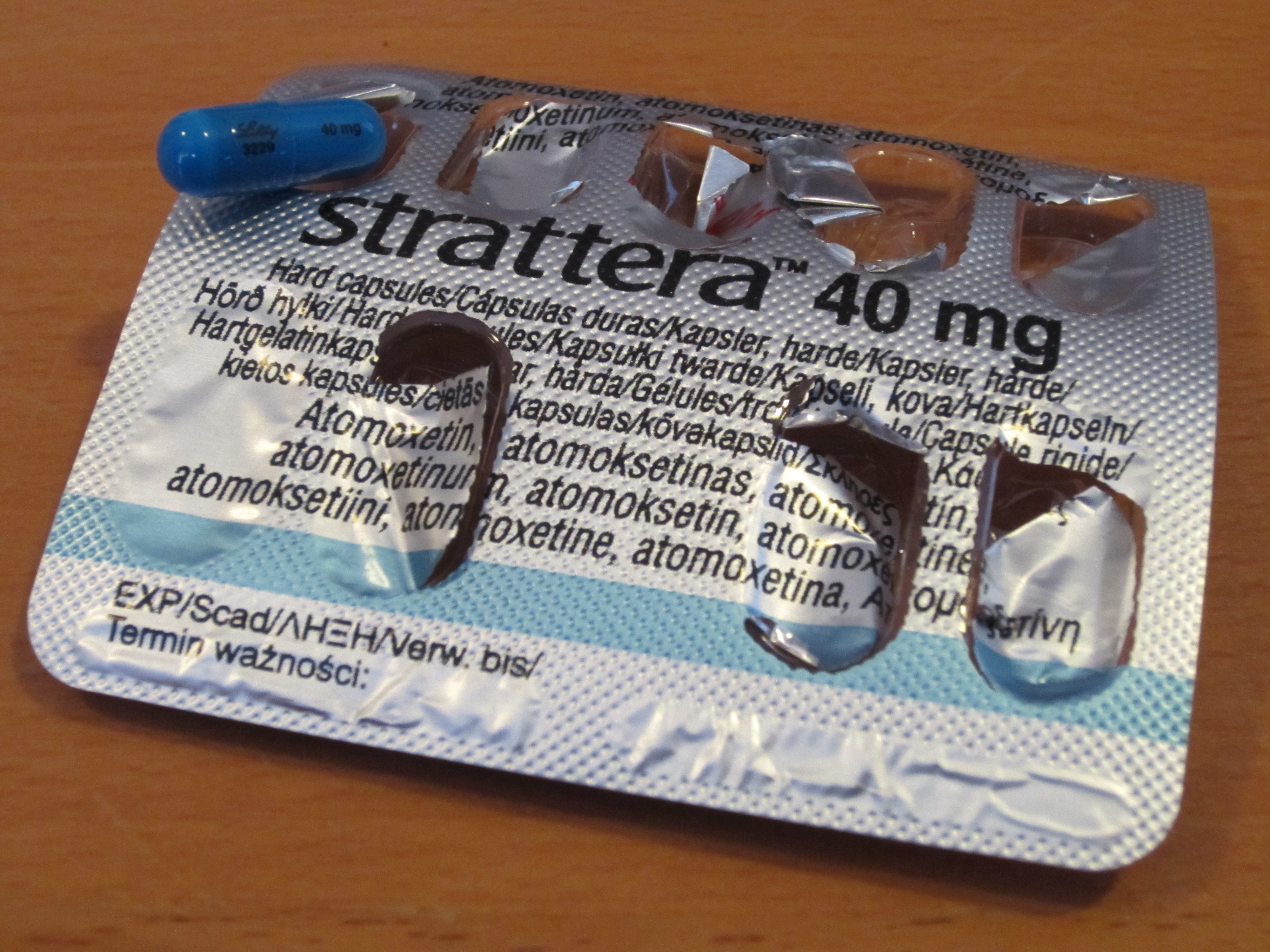

L'atomoxetina (Strattera) e il metilfenidato (Ritalin, Equasym, Medikinet) sono indicati nel trattamento del disturbo da deficit di attenzione/iperattività (ADHD) nei pazienti a partire dai 6 anni.
L'atomoxetina è autorizzata anche per il trattamento dell'età adulta.
In particolare, Strattera è stato registrato contemporaneamente in tutti i paesi della Comunità Europea con procedura di mutuo riconoscimento che non consente alcuna discrezionalità autorizzativa né da parte dell'AIFA né di qualsiasi altro paese membro.
Negli USA il farmaco è stato oggetto di una controversia, riguardante la Eli Lilly and Company, riferita all'eccessivo uso nell'adulto dello stesso.

## Effetti collaterali ed indesiderati
Durante il trattamento con atomoxetina si possono verificare cefalea, dolore addominale e riduzione dell'appetito, talvolta associati a riduzione del peso corporeo. Altri sintomi come nausea, vomito e sonnolenza si verificano con maggiore frequenza nei primi mesi di trattamento. Alcuni soggetti possono sviluppare ipotensione ortostatica cui possono associarsi episodi sincopali.
I dati di sorveglianza farmacologica post-marketing hanno evidenziato la possibilità di grave prolungamento dell'intervallo QT e vi sono state segnalazioni di sindromi con pericolo di vita.
In letteratura vi sono segnalazioni di un aumentato rischio di convulsioni nei soggetti in trattamento, ma non tutti gli studi concordano su questo punto.

## Controindicazioni
Atomoxetina è controindicata nei soggetti con ipersensibilità nota al principio attivo oppure ad uno qualsiasi degli eccipienti contenuti nella formulazione farmaceutica. Il farmaco non deve essere utilizzato da coloro che già assumono inibitori della monoammino ossidasi (IMAO) e ciò vale anche per le due settimane successive all'interruzione del trattamento.
Ulteriori controindicazioni sono rappresentate dalla presenza di glaucoma ad angolo chiuso, gravi malattie cardiovascolari o cerebrovascolari oppure una storia di feocromocitoma.
Tra i farmaci la cui somministrazione è controindicata in associazione con l'atomoxetina vi è l'antibiotico linezolid, per l'evidenza da studi clinici di eventi avversi seri correlati all'associazione.

## Interazioni

### Apparato cardiovascolare
L'efficacia di alcuni farmaci antipertensivi può essere ridotta dalla contemporanea assunzione di atomoxetina, che tende ad agire sui livelli pressori aumentandoli. Il farmaco, inoltre, può potenziare gli effetti cardiovascolari dei farmaci beta2-agonisti  come salbutamolo, albuterolo e altri, sia che siano somministrati per via sistemica, sia per nebulizzazione. In tali casi si può osservare una tendenza all'aumento della frequenza cardiaca e della pressione arteriosa. Analogamente, i farmaci che interferiscono con la noradrenalina (ad esempio antidepressivi come venlafaxina, imipramina, mirtazapina e decongestionanti nasali come fenilefrina e pseudoefedrina possono essere responsabili di effetti farmacologici additivi o sinergici e devono essere usati con cautela in associazione all'atomoxetina.
Alcuni farmaci che prolungano l'intervallo QT (antidepressivi triciclici, antiaritmici di classe IA e III, cisapride, eritromicina, litio, meflochina, metadone, moxifloxacina, neurolettici), farmaci che interferiscono con l'equilibrio idro-elettrolitico, farmaci inibitori del CYP2D6, in associazione all'atomoxetina possono aumentare il rischio di gravi aritmie ventricolari.